# Фридрих Кристиан Саксонский
Фридрих Кристиан Саксонский (Альберт Леопольд Фридрих Кристиан Сильвестр Анно Макарий) (нем. Friedrich Christian Albert Leopold Anno Sylvester Macarius Prinz von Sachsen Herzog zu Sachsen; 31 декабря 1893 — 9 августа 1968) — глава Саксонского дома, титулярный король Саксонский и граф Мейсенский (18 февраля 1932 — 9 августа 1968). Капитан болгарской армии и великий магистр Ордена Рутовой короны, кавалер Ордена Чёрного орла и Большого Креста Мальтийского ордена. В качестве главы Саксонского дома с 1932 года именовал себя «Фридрих Кристиан, маркграф Мейсена».

## Биография

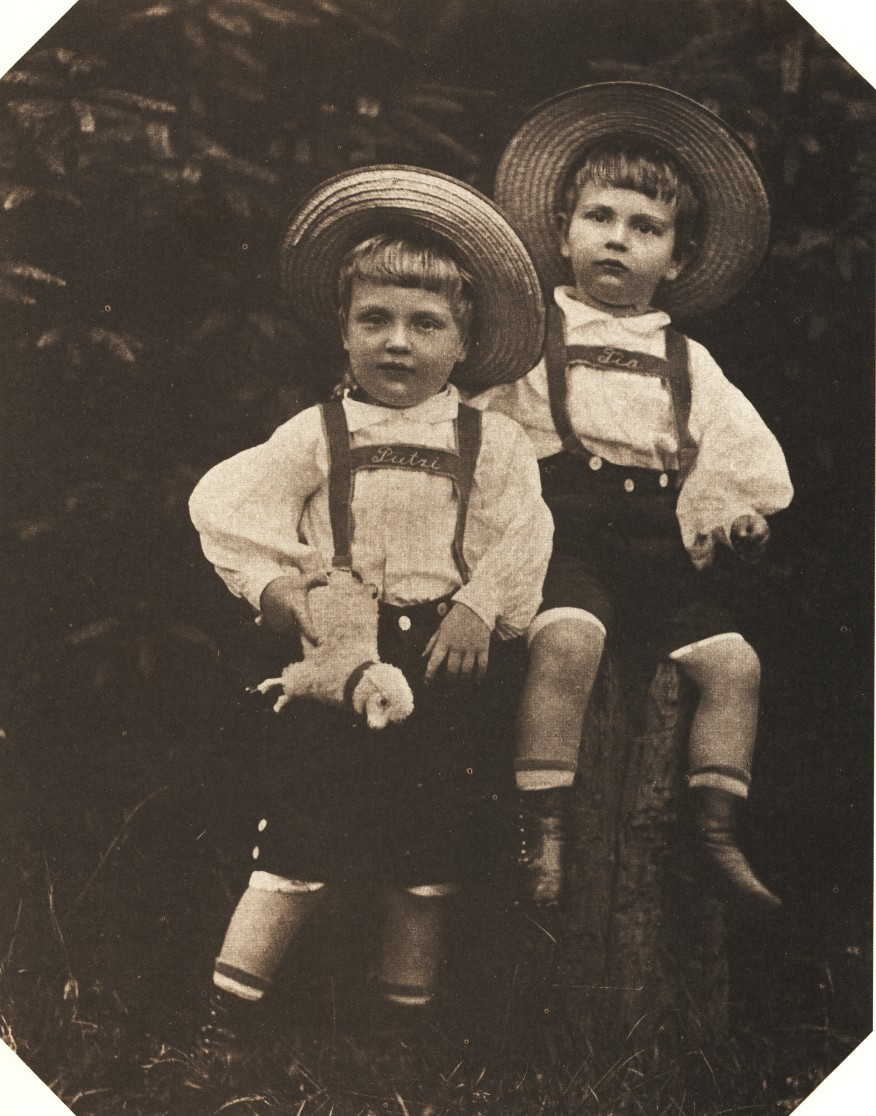
Фридрих Кристиан (справа) и его старший брат Георг, фотография 1900 года

Родился в Дрездене. Второй сын Фридриха Августа III Саксонского (1865—1932), последнего короля Саксонии (1904—1918), и его жены, эрцгерцогини Луизы Австрийской, принцессы Тосканской (1870—1947).
По семейной традиции дома Веттинов 10-летний принц Фридрих Кристиан был записан лейтенантом в 1-й королевский саксонский лейб-гвардии полк № 100. В 1913 году он учился в военной академии в Дрездене. Во время Первой мировой войны принц служил в Генеральном штабе на Западном фронте. Он получил несколько медалей за отвагу. Принц был одарен лингвистически и был отправлен с дипломатической миссией ко двору короля Испании Альфонсо XIII, султана Османской империи Мехмеда V и императора Австрии Карла I.
13 ноября 1918 года после поражения Германии в войне и начала Ноябрьской революции король Саксонии Фридрих Август III вынужден был отречься от престола. Принц Фридрих Кристиан вернулся домой из Бельгии и Франции в Германию, где был демобилизован в Фульде.
После окончания Первой мировой войны принц Фридрих Кристиан стал изучать право в университетах Кельна, Фрайбурга, Вроцлава и Вюрцбурга. Темой его докторской диссертации стал Николай Кузанский, который внес значительный вклад в развитие канонического права в эпоху позднего средневековья. Во время учёбы в Бреслау он был членом католического студенческого союза KDSt.V. Winfridia. Но в 1928 или 1929 году из-за разногласий он прекратил своё членство в студенческом союзе.
9 февраля 1920 года принц Фридрих Кристиан Саксонский вступи в студенческий союз KDSt.V. Тюрингия Вюрцбург. Здесь он познакомился с Елизаветой Еленой (1903—1976), дочерью Альберта, 8-го князя Турн-и-Таксис, и эрцгерцогини Маргариты Клементины Австрийской. Елизавета была почетным председателем студенческой федерации Леди Тюрингии. Он женился на ней 16 июня 1923 года в Регенсбурге.
После получения докторской диссертации он стал частным учителем истории искусства. Примерно в это же время его отец попросил его взять на себя управление семейным имуществом в Саксонии и Силезии.
В 1923 году наследный принц Георг Саксонский (1893—1943), старший брат Фридриха Кристиана, отказался от своего права на наследство и вступил в Орден иезуитов. Таким образом, Фридрих Кристиан стал наследником Саксонского дома.
12 февраля 1932 года после смерти своего отца Фридрих Кристиан стал главой Саксонского дома, титулярным королём Саксонии и маркграфом Мейсенским.
В 1933 году польское правительство, вспоминая Майскую конституцию, согласно которой трон Речи Посполитой должен был стать наследным в доме Веттинов, хотело предложить принцу Фридриху Кристиану стать новым королём Польши, но возвышение Адольфа Гитлера в Германии предотвратило это. Во время проживания в Бамберге Фридрих Кристиан руководил Орденом Святой Марии.
В 1937 году Фридрих Кристиан с семьей покинул замок Вахвиц и до 1945 года проживал  в дрезденском районе Вахвиц. Их замок уцелел после бомбардировок 1945 года. Позднее в том же году семья переехала через Хоф и Регенсбург в Брегенц, где двое младших детей принца проживали с 1940 года. Тесные связи принца с французами помогли, например, Рихарду Штраусу добиться разрешения переехать в Швейцарию.
В 1955 году его родственники из семьи Турн-и-Таксис помогли им найти новый дом в Харлахинге в округе Мюнхен. Здесь Фридрих Кристиан вместе со своими сыновьями Марией Эммануэлем и Альбертом организовал капитул Военного ордена Святого Генриха, Ассоциацию жителей Дрездена из переселенных немцев. Принц создал кружок саксонской истории и культуры. Этот кружок стал одним из крупнейших исторических обществ в Западной Германии.
9 августа 1968 года в Самедане Фридрих Кристиан Саксонский скончался. Он был похоронен в королевской часовне в Каррестене в Северном Тироле.

## Брак и дети
16 июля 1923 года Фридрих Кристиан женился в Регенсбурге на принцессе Елизавете Елене Турн-и-Таксис (1903—1976), дочери принца Альберта Турн-и-Таксис и его супруги эрцгерцогини Маргариты Клементины Австрийской. У них было пять детей:
- Мария Эммануэль, маркграф Мейсена (31 января 1926 — 23 июля 2012), женат с 1963 года на принцессе Анастасии Ангальтской (род. 1940), брак бездетен
- Принцесса Мария Жозефа Саксонская (20 сентября 1928 — 10 августа 2018), не была замужем
- Принцесса Мария-Анна (13 декабря 1929 — 13 марта 2012), замужем с 1953 года за Роберто де Афиф, принцем Гессафе (1916—1978)
- Альберт, маркграф Мейсена (30 ноября 1934 — 6 октября 2012), женат с 1980 года на Эльмире Хенке (род. 1930), брак бездетен
- Принцесса Матильда Саксонская (17 января 1936 — 18 марта 2018), муж с 1968 года (развод в 1993) принц Иоганн Генрих Саксен-Кобург-Готский (1931—2010)